# Schramlhaus

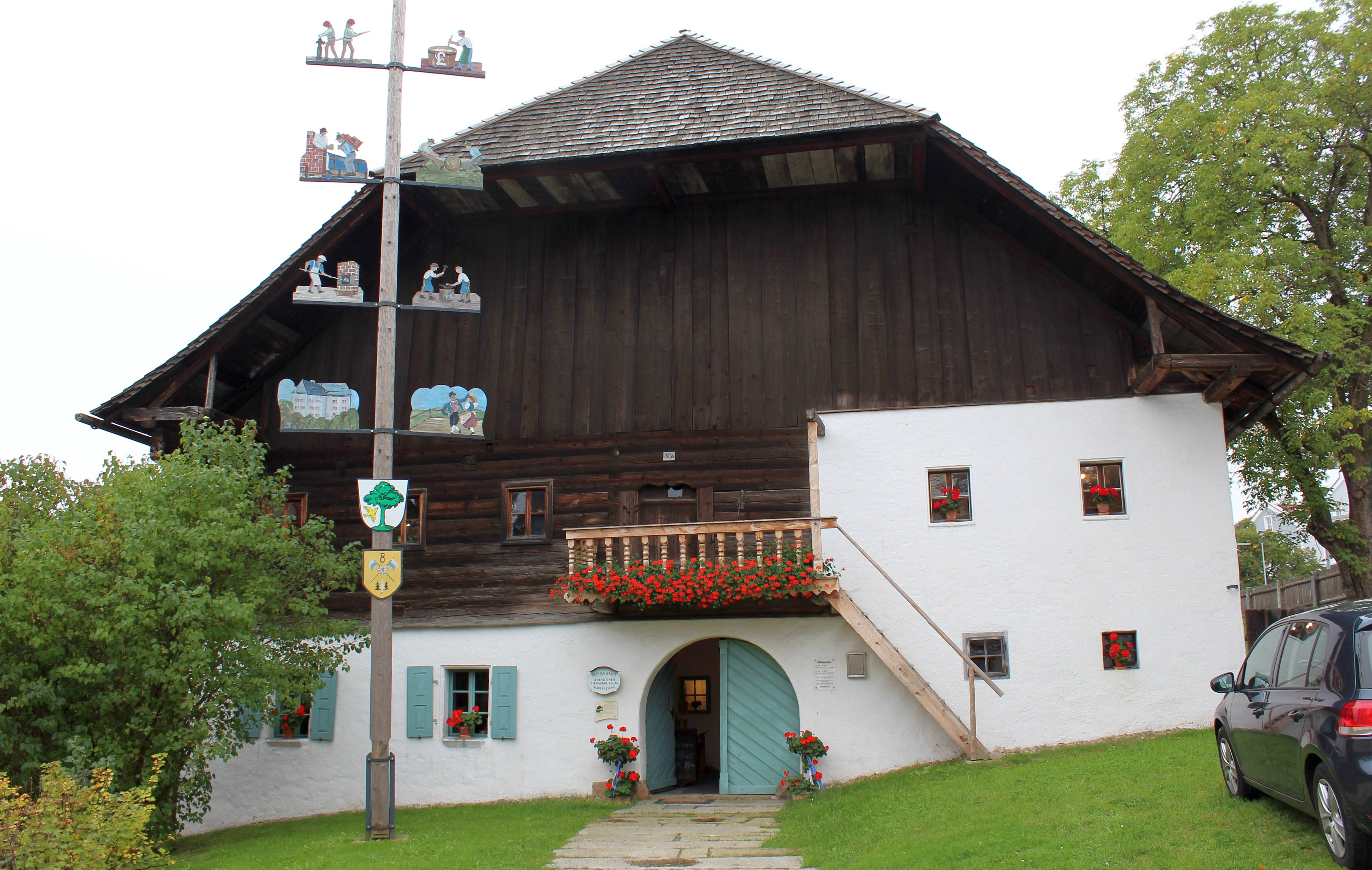
Schramlhaus

Das sog. Schramlhaus ist Teil einer ehem. Bauernhof-Vierseitanlage im Stadtzentrum von Freyung, die im Kern aus dem 18. Jahrhundert stammt und im 19. Jahrhundert nochmals verändert wurde. Als Bauernhof sticht das Gebäude durch die massive zweistöckige Mauerwerksbauweise hervor und das mit Schindeln gedeckte Schopfwalmdach hervor. Das Schramlhaus dient heute als Wolfsteiner Heimatmuseum.